# Donald Ewen Cameron
Cet article possède un paronyme, voir Donald Cameron.
Pour les articles homonymes, voir Cameron.
Donald Ewen Cameron, né le 24 décembre 1901 à Bridge of Allan, Écosse, et mort le 8 septembre 1967 à Lake Placid, États-Unis, est un psychiatre américain d'origine écossaise. Il est notamment directeur de l'Institut Allan Memorial entre 1944 et 1964, ainsi que président de l'American Psychiatric Association (1952-1953), de la Canadian Psychiatric Association (1958–1959) et de la World Psychiatric Association (1961–1966).
Cameron est aussi connu pour son implication dans des expérimentations controversées sur le contrôle mental menées dans les années 1950 et 1960. En partie financées par la Central Intelligence Agency (CIA), ces activités sont révélées au grand public dans les années 1970, suscitant de vives préocupations concernant les violations de l'éthique médicale.

## Biographie

### Jeunesse et formation
Donald Ewen Cameron est né à Bridge of Allan, au sud de l'Écosse. Il étudie à l'université de Glasgow et obtient un diplôme en médecine en 1924, avant de poursuivre sa formation au Glasgow Royal Mental Hospital en tant que médecin assistant. Il y rencontre le Dr David K. Henderson, avec qui il travaille, et le Dr Adolf Meyer, psychiatre originaire de Zurich qui « a joué un rôle essentiel dans la légitimation d'une approche biologique extrême ».
En 1926, il part aux États-Unis pour travailler à la clinique psychiatrique Henry Phipps de l'hôpital Johns Hopkins, à Baltimore, sous la direction de Meyer. Cette collaboration permet ensuite à Cameron de passer deux ans en Suisse au Burghölzli, fameuse clinique psychiatrique rattachée à l'université de Zurich qu'Eugen Bleuler (créateur de l'entité nosologique « schizophrénie ») a dirigé jusqu'en 1927 et où Jakob Klaesi a inauguré une « thérapie du sommeil » (Dauerschlaf ou Dauernarkose en allemand) basée sur l'administration de barbituriques. En 1929, plutôt que de revenir au Royaume-Uni, il part travailler au Canada, au Brandon Mental Hospital, puis s'installe aux États-Unis où il devient directeur de la recherche au Worcester State Hospital (en) en 1936,.
En novembre 1938, il est nommé professeur de neurologie et de psychiatrie à l’Albany Medical College, dans l'État de New York. Il y obtient la certification de son diplôme américain en psychiatrie la même année.

### Institut Allan Memorial
En 1943, D. Ewen Cameron prend la direction de l'Institut Allan Memorial (AMI), propriété du Royal Victoria Hospital à Montréal, qui abrite le département de psychiatrie de l'université McGill nouvellement créé grâce au financement de la Fondation Rockefeller,.

#### Expertise de Rudolf Hess
En novembre 1945, en vue du procès de Nuremberg en Allemagne, il participe, avec les psychiatres Nolan D. C. Lewis et Jean Delay, à la commission internationale chargée d'examiner la responsabilité pénale de Rudolf Hess,. En conclusion de leur expertise, les trois psychiatres indiquent que l'accusé « souffre d'hystérie caractérisée en partie par une perte de mémoire [...] à laquelle s'ajoute une exagération consciente de sa perte de mémoire et une tendance à l'exploiter pour se protéger ». Peu de temps après, durant le procès des Médecins, sera élaboré le Code de Nuremberg qui définit un certain nombre de critères encadrant l'expérimentation médicale sur les humains : le premier de ces critères étant le nécessaire consentement du sujet.

#### Traitement de la schizophrénie
En 1948, les chimistes suisses Arthur Stoll et Albert Hofmann déposent le brevet américain pour le LSD, une molécule psychotrope qu'ils ont découverte quelques années auparavant. À l'automne 1951, un comité composé entre autres de Nolan D.C. Lewis et D. Ewen Cameron valide l'expérimentation du LSD sur des sujets bien portants volontaires.
À l'Institut Allan Memorial, Cameron mène ses propres recherches et expérimentations, parallèlement au développement du département de psychiatrie qu'il dirige. Il instaure un nouveau système d'admission et de sortie, plus souple, qui permet à certains patients de rentrer chez eux après les journées de soin. Cette politique marque la naissance de l'hôpital de jour en Occident. Il supervise également la création de plusieurs unités de recherche et programmes d'enseignement dans des domaines connexes,,.
En 1952, il est élu président de l'Association américaine de psychiatrie, fonction qu'il occupe pendant un an,. Au cours de cette période, il initie la mise au point d'une méthode décrite comme un traitement de la schizophrénie, nommée « psychic driving ». À l'aide d'un mélange de barbituriques (Seconal, Veronal, Nembutal) et d'un puissant neuroleptique (Largactil), le sujet est plongé dans un sommeil profond interrompu par trois séances d'électrochocs quotidiennes utilisant des courants 20 à 40 fois plus puissants que la norme. Cette première phase, d'une durée allant de quinze à soixante jour, vise la déprogrammation (« depatterning » en anglais) de l'esprit du sujet. Ensuite, une série d'entretiens et d'injections de LSD doivent guider sa reconstruction, tandis qu'un magnétophone répétant en boucle un même message est aussi utilisé pour l'une ou l'autre de ces deux phases,,. Cette technique avait curieusement été suggérée en 1929 dans une nouvelle d'anticipation - Cerebrograph, Ltd - écrite par Max Sherover, celui-là même qui, ayant développé son idée à l'apprentissage des langues, commercialisait à partir de 1948 le Dormiphone.[réf. nécessaire]
Cameron présente sa méthode, inspirée de la narcothérapie de Jacob Klaesi et des travaux de Donald Hebb sur l'isolation sensorielle, dans un article de The American Journal of Psychiatry en 1956. D'autres articles sur la déprogrammation psychique comme traitement de la schizophrénie sont publiés au cours des années suivantes, notamment « Effects of Repetition of Verbal Signals upon the Behavior of Chronic Psychoneurotic Patients » en 1960 et « The Depatterning Treatment of Schizophrenia » en 1962.

#### Financement de la CIA
La parution de l'article sur le « psychic driving » attire l'attention d'un responsable de la CIA, Sidney Gottlieb, qui dirige depuis le début des années 1950 un projet secret sur la manipulation et le reconditionnement de l'esprit. De 1957 à 1963, les expérimentations de Cameron à l'Institut Allan Memorial sont financées par James Monroe, représentant de la Society for the Investigation of Human Ecology, dans le cadre du sous-projet 68. De cette façon, 19 000 dollars par an sont consacrés au développement des méthodes déjà utilisées par Cameron (chocs électriques, narcothérapie et privation sensorielle). Le curare, un poison sud-américain dont les effets paralysants intéressent Gottlieb et Cameron, est aussi étudié et administrés à des sujets placés dans des caissons d'isolation sensorielle,,,.
Succédant à Jean Delay, il devient, en 1961, le président de la World Psychiatric Association (en),.
En 1964, six mois après l'arrêt du financement de la CIA, il quitte brusquement l'Institut et retourne enseigner au Albany Medical College. En 1967, son successeur, le Dr Robert A. Cleghorn, fait appel à deux médecins sans aucun lien avec Cameron pour étudier son travail sur la narcothérapie et les électrochocs. Ils constatent que beaucoup de ses anciens patients souffrent d'amnésie chronique, et recommandent l'arrêt de ces traitements en raison de « l'incidence des complications physiques et l'anxiété générée chez le patient »,.

### Mort
D. Ewen Cameron meurt le 8 septembre 1967 d'une crise cardiaque,,.

## Scandale
En 1977, John D. Marks (en), invoquant le Freedom of Information Act, obtient la déclassification d'un grand nombre de documents secrets concernant le projet MK-Ultra,. Parmi ces documents figurent des notes et des correspondances liées aux expérimentations du projet, dont celles de Montréal. Velma Orlikow, dont la santé s'est considérablement dégradée après son passage à l'Institut Allan Memorial, est la première victime ayant engagé une série de procédure à la fin des années 1970,.
Après la sortie du livre de John D. Marks, deux ans plus tard, Jean-Charles Page, Robert Logie, Rita Zimmerman, Louis Weinstein, Janine Huard, Lyvia Stadler, Mary Morrow et Florence Langleben rejoignent l’action de Velma Orlikow,.
En 1988, ils obtiennent 750 000 dollars de dommages-intérêts à la suite d'un accord conclu avec les représentants de la CIA,,. Dans leurs plaidoiries déposées devant la Cour fédérale, les avocats de l'agence ont soutenu que les techniques de Cameron, bien que controversées, n'étaient pas en dehors des limites de la pratique psychiatrique acceptée à la fin des années 1950. Cependant, en raison de l'absence de consentement quant à la participation des patients aux expérimentations, le ministère de la justice a rejeté ce recours,.
En 1992, le gouvernement canadien accorde une indemnisation de 100 000 dollars canadiens à soixante-dix-sept anciens patients de l'Institut,. Depuis, les dossiers sont traités au cas par cas à travers des accords contenant une clause de non-divulgation,.

## Publications
D. Ewen Cameron est l'auteur de quatre livres et de cent-quarante articles publiés dans des revues scientifiques,.

### Livres
- (en) D. Ewen Cameron, Objective and experimental psychiatry, New York, Macmillan, 1935, 271 p.C
- (en) D. Ewen Cameron, General psychotherapy; dynamics and procedures, Grune & Stratton, 1950, 300 p.

### Articles
- (en) D. Ewen Cameron, « Psychic driving », The American Journal of Psychiatry, vol. 112,‎ janvier 1956, p. 502-509 (PMID 13283131, DOI 10.1176/ajp.112.7.502, lire en ligne )
- (en) D. Ewen Cameron, « The Big Sleep », Time Magazine, vol. LXX, no 12,‎ 16 septembre 1957 (lire en ligne)
- (en) D. Ewen Cameron, Leonard Levy et Leonard Rubenstein, « Effects of Repetition of Verbal Signals upon the Behavior of Chronic Psychoneurotic Patients », Journal of Mental Science, vol. 106,‎ 1960, p. 742-754
- (en) D. Ewen Cameron et Leonard Levy, « Sensory Deprivation: Effects upon the Functioning Human in Space Systems », Psychological Aspects of Space Flight, Columbia University Press,‎ 1961, p. 225-237 (lire en ligne [PDF])
- (en) D. Ewen Cameron et J.G. Lohrenz, « The Depatterning Treatment of Schizophrenia », Comprehensive Psychiatry, vol. 3, no 2,‎ avril 1962, p. 65–76 (lire en ligne [PDF])

### Documentaires télévisés
- CIA's secret brainwashing experiment: Former patients sue U.S. government, reportage de The Fifth Estate, 1984 [voir en ligne]
- Brainwashed: The Secret CIA Experiments in Canada, reportage de The Fifth Estate, 2017 [voir en ligne]
- MK-ULTRA : la fin du silence, documentaire de Doc humanité sur ICI Télé, 2021 [voir en ligne]